# Clemens Fandrich
Clemens Fandrich (Berlino, 10 gennaio 1991) è un ex calciatore tedesco, di ruolo centrocampista.

## Carriera
Ha giocato nella prima divisione svizzera e nella seconda divisione tedesca.